# William Lyon Brown
William Lyon Brown (* 1907 in Schottland, Vereinigtes Königreich; † 1971) war ein britischer Schauspieler. Er wirkte in zahlreichen Fernsehserien als Gastdarsteller mit.
William Lyon Brown war verheiratet mit der Schauspielerin Anne Tirard.

## Filmografie (Auswahl)
- 1937: The Jar (Fernsehfilm)
- 1961: Barabbas (Barabbà)
- 1966: Eine Million Jahre vor unserer Zeit (One Million Years B.C.)
- 1969: The Promise